# 太平洋流通投資
太平洋流通投資股份有限公司，簡稱太流，是遠東集團旗下的一家投資公司，2019年持有太平洋崇光百貨（遠東SOGO）78.6%股權。

## 簡介
太流公司於1999年6月29日核准設立。2002年9月21日太流公司召開股東會及董事會決議增資，修訂章程資本額由1,000萬元增加為40億1,000萬元。之後遠東集團陸續增資太流公司40億元，實收資本額成為40億1,000萬。2014年8月，太流公司資本總額100億元，實收資本額80億2,000萬元。依2018年資料，遠東百貨持有太流公司281,734,000股，佔已發行股份35%。
因為太流公司持有遠東SOGO78.6%的股權，所以取得太流公司控制權，就等於控制遠東SOGO。坊間所稱SOGO案，指的是遠東SOGO母公司－太流公司股權結構與歸屬的相關爭議。

## 外部連結
- 遠東SOGO（页面存档备份，存于）
- 遠東集團（页面存档备份，存于）